# Andrzej Tytko
Andrzej Adam Tytko (ur. 20 sierpnia 1952 w Skalbmierzu) – polski profesor mechaniki, prorektor AGH.

## Życiorys
W 1976 roku ukończył studia na AGH. W 1986 otrzymał doktorat, a w 1999 habilitację (również na AGH). Od 2001 roku jest profesorem nadzwyczajnym AGH Katedrze Transportu Linowego na Wydziale Inżynierii Mechanicznej i Robotyki, a od 2012 roku prorektorem ds. kształcenia. Odznaczony został w 2019 Krzyżem Kawalerskim Orderu Odrodzenia Polski i Złotym Krzyżem Zasługi.